# Ngôn ngữ bản địa Alaska

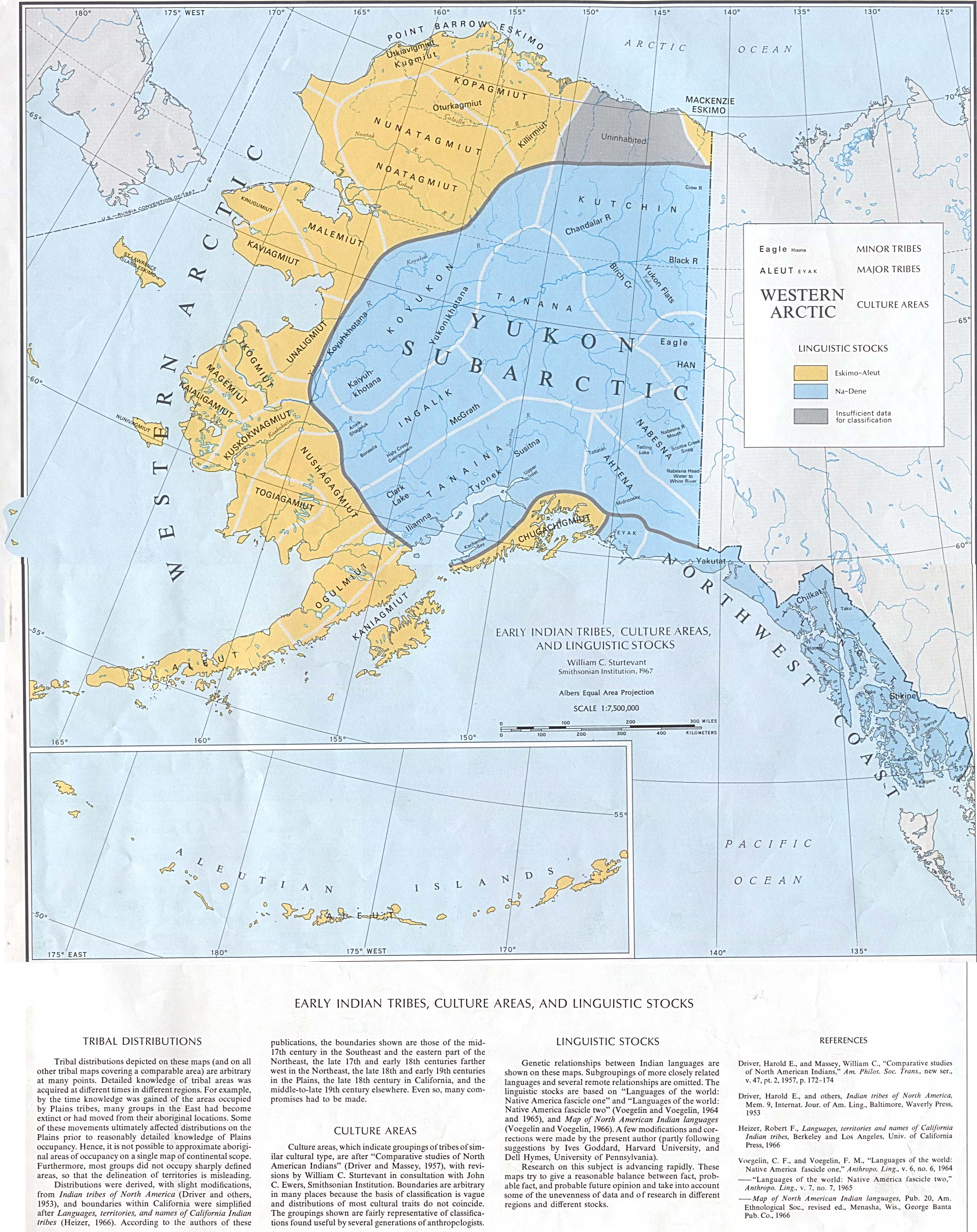
Ngôn ngữ bản địa Alaska trước khi tiếp xúc.

Đối với ngôn ngữ bản địa Alaska, những năm từ 1960 đến 1970, theo cách nói của Michael E. Krauss, "một giai đoạn chuyển tiếp của sự quan tâm đến các ngôn ngữ bản địa Alaska và sự thay đổi của sự phát triển theo hướng có lợi".
Vào thời điểm tiểu bang năm 1959, có hai mươi ngôn ngữ bản địa được sử dụng trong phạm vi ranh giới của tiểu bang Alaska. Hầu hết các ngôn ngữ này thuộc về một trong hai họ ngôn ngữ lớn: Eskimo-Aleut và Athabaskan-Eyak-Tlingit (Na-Dene). Mặc dù không được bao gồm như một ngôn ngữ bản địa Alaska hiện đại, Tsetsaut đã được nói ở khu vực Kênh đào Portland ở miền nam Alaska vào thời điểm Alaska mua vào năm 1867, nhưng người nói cuối cùng đã chết vào những năm 1930 hoặc 1940. Năm 1887, ngôn ngữ Tsimshian đến Alaska, di chuyển dưới sự lãnh đạo của nhà truyền giáo Anh giáo William Duncan. Tiếng Tsimshian được nói ở Alaska là một trong bốn ngôn ngữ Tsimshian, trong khi ba ngôn ngữ còn lại được nói ở Canada. Các ngôn ngữ Haida, từng nghĩ có liên quan đến Athabaskan-Eyak-Tlingit, là một ngôn ngữ bị cô lập, không được trình diễn liên quan đến bất kỳ ngôn ngữ khác.
Trong số hai mươi ngôn ngữ này, một ngôn ngữ hiện đã tuyệt chủng. Diễn giả cuối cùng của Eyak qua đời vào năm 2008. Một số tác giả coi phương ngữ Salcha-Goodpaster của Hạ Tanana là một ngôn ngữ riêng biệt, được gọi là Middle Tanana. Người nói cuối cùng chết năm 1993.

## Tác động của thuộc địa
Trước khi thực dân hóa, hầu hết các nhóm thổ dân Alaska có ngôn ngữ độc đáo của riêng họ, được sử dụng để liên lạc hàng ngày. Nhiều người đã nói một số ngôn ngữ khác nhau để tạo thuận lợi cho việc kinh doanh và chơi rap giữa các nhóm bản địa khác nhau. Khi tiếp xúc với các ngôn ngữ không phải là tiếng mẹ đẻ, việc sử dụng ngôn ngữ bản địa và chính ngôn ngữ đã thay đổi. Vì Nga là quốc gia đầu tiên thuộc địa Alaska, các từ tiếng Nga cho hàng hóa hoặc đồ vật mới đối với người Alaska bản địa đã được sử dụng vào ngôn ngữ bản địa của họ. Ví dụ: kofe (cà phê) và chay (trà) là những từ tiếng Nga đã được thêm vào các từ vựng của Unangan (Aleut), Alutiiq(Sugpiaq) và ngôn ngữ Yup'ik. Việc kết hôn giữa người Nga và người Alaska bản địa là thường xuyên, dẫn đến một tỷ lệ lớn người Alaska bản địa có thể nói được cả tiếng mẹ đẻ và tiếng Nga. Tuy nhiên, ngôn ngữ Alaska bản địa vẫn là ngôn ngữ chính được sử dụng ở Alaska.
Chỉ sau khi thực dân Mỹ khi nhà truyền giáo và Tổng đại lý giáo dục của Lãnh thổ Alaska Sheldon Jackson đến Alaska vào năm 1885, việc sử dụng ngôn ngữ Alaska bản địa bắt đầu giảm mạnh. Jackson đã thực hiện chính sách "Chỉ tiếng Anh" trong các hệ thống trường học, pháp lý và chính trị, và bất kỳ hành vi vi phạm quy tắc nào đều được đáp ứng bằng các hình phạt và lạm dụng về thể chất và tinh thần. Năm 1924, Đạo luật xóa mù chữ của Alaska Voter đã được thông qua, yêu cầu công dân Alaska bản địa phải vượt qua bài kiểm tra đọc viết tiếng Anh trước khi giành quyền bầu cử. Đạo luật này tiếp tục giảm việc sử dụng các ngôn ngữ thổ dân Alaska. Ngày nay, nhiều ngôn ngữ thổ dân Alaska đang trên bờ vực tuyệt chủng hoặc đã tuyệt chủng.

## Bảo tồn ngôn ngữ
Các ngôn ngữ bản địa Alaska đang được ghi lại và phiên âm ngày hôm nay với hy vọng chúng được hồi sinh thông qua việc sử dụng các từ điển và sách ngữ pháp được xuất bản này. Các ngôn ngữ đang được ghi lại bằng tiếng mẹ đẻ của chúng khi người nói kể những câu chuyện sau đó được viết bằng cả tiếng Anh và bảng chữ cái của ngôn ngữ đó. Những bảng chữ cái này tương đối mới đối với các ngôn ngữ vì chúng thường không có phiên bản viết bằng ngôn ngữ trước ảnh hưởng của Alaska không bản địa. Khoảng 20 ngôn ngữ bản địa đang được làm việc với Trung tâm Ngôn ngữ bản địa Alaska (ANLC). Trong thời đại hiện nay, các ngôn ngữ đang được dạy lại cho dân làng thông qua các lớp học giúp đỡ tại các ngôi làng xung quanh Alaska và Canada. Đồng thời, những người quan tâm đến ngôn ngữ bản địa Alaska cũng có thể học thông qua các lớp học tại trường đại học. Những ngôn ngữ này không chỉ giới hạn ở Alaska vì người nói của họ ở giữa Bắc Mỹ trước khi biên giới tiểu bang và quốc gia được thiết lập. Một trong những ngôn ngữ Athabaskan này được ghi nhận là được tìm thấy ở Đông Nam Alaska, dọc theo biên giới phía trong và phía đông của Alaska, vào Bắc Canada, và sau đó vào Tây Greenland.

## Danh sách các ngôn ngữ bản địa Alaska
- Inuit-Yupik-Unangan (Eskimo-Aleut)
  - Unangan (Aleut)
  - Alutiiq (Sugpiaq)
  - Central Alaskan Yup'ik (with Cup'ik and Cup'ig)
  - St. Lawrence Island Yupik
  - Inupiaq
- Athabaskan-Eyak-Tlingit (Na-Dene)
  - Tlingit
  - Eyak
  - Athabaskan
    - Ahtna
    - Dena'ina
    - Deg Xinag
    - Holikachuk
    - Thượng Kuskokwim
    - Koyukon
    - Hạ Tanana
    - Tanacross
    - Thượng Tanana
    - Gwich'in
    - Hän
- Haida
- Tsimshian